# Магдалена (округ)
Округ Магдалена (ісп. Magdalena) — адміністративно-територіальна одиниця 2-ого рівня у провінції Буенос-Айрес в центральній Аргентині. Адміністративний центр округу — Магдалена (ісп. Magdalena).
Населення округу становить 19301 особу (2010). Площа — 1785 кв. км.

## Історія
Округ заснований у 1766 році.

## Населення
У 2010 році населення становило 19301 особу. З них чоловіків — 10648, жінок — 8653.

## Політика
Округ належить до 3-ого виборчого сектору провінції Буенос-Айрес.